# خوان د لا سییروا
خوان د لا سییروا (انگلیسی: Juan de la Cierva; ۲۱ سپتامبر ۱۸۹۵ – ۹ دسامبر ۱۹۳۶) مخترع، مهندس، و سیاستمدار اهل اسپانیا بود. وی از طراحان و سازندگان پیشرو در صنعت هواچرخ و بالگرد بود.
وی همچنین برندهٔ جوایزی همچون مدال الیوت کرسون شده‌است.